# Bypass Nunatak
Bypass Nunatak är en nunatak i Antarktis. Den ligger i Östantarktis. Australien gör anspråk på området. Toppen på Bypass Nunatak är 1 229 meter över havet.
Terrängen runt Bypass Nunatak är lite kuperad. Trakten är obefolkad. Det finns inga samhällen i närheten. 